# إكسلورفين
إكسلورفين هي بلدة هولندية مقاطعة درينته. هي جزء من بلدية بورخر- أودورن, وتقع حوالي 15 كم شمال إيمين.